# کاژیمیش سروتسکی
کاژیمیش سروتسکی (لهستانی: Kazimierz Serocki؛ ‏ ۳ مارس ۱۹۲۲ – ۹ ژانویهٔ ۱۹۸۱) آهنگساز، موسیقی‌دان و نوازنده پیانو اهل لهستان بود.
از فیلم‌هایی که وی در آن‌ها نقش داشته است، می‌توان به جوانی شوپن، نخستین روز آزادی، روز هشتم هفته، سیل و شوالیه‌های تتونیک اشاره نمود.